# Peritasis townesi
Peritasis townesi är en stekelart som beskrevs av Diller 1982. Peritasis townesi ingår i släktet Peritasis och familjen brokparasitsteklar. Inga underarter finns listade i Catalogue of Life.